# Nini von Arx-Zogg
Nini Von Arx-Zogg, née le 18 mars 1907 à Arosa et morte le 5 février 1988 à Zurich, est une skieuse alpine suisse, originaire d'Arosa et sœur de David Zogg.

## Palmarès

### Championnats du monde
| Épreuve / Édition       | Descente | Slalom | Combiné bgcolor=#e5e5e5\| Argent |
| ----------------------- | -------- | ------ | -------------------------------- |
| Mondiaux 1933 Innsbruck | Argent   | 16e    | 5e                               |
| Mondiaux 1936 Innsbruck | Bronze   | 7e     | 4e                               |
| Mondiaux 1937 Chamonix  | Argent   | 5e     | Argent                           |
| Mondiaux 1938 Engelberg | 4e       | Argent | 4e                               |
| Mondiaux 1939 Zakopane  | 9e       | 13e    | 11e                              |

## Arlberg-Kandahar
- Vainqueur de la descente 1933 à Mürren